# Feliks Boczkowski
Feliks Nepomucen Boczkowski (ur. 29 maja 1804 w Mikluszowicach koło Bochni, zm. 23 lipca 1855 w Wieliczce) - doktor medycyny i chirurgii, pełniący w Wieliczce funkcje lekarza salinarnego. Na podstawie wieloletnich badań górników pracujących w kopalni doszedł do wniosku, że panujący pod ziemią mikroklimat (aerozol soli i innych minerałów oraz stała temperatura) korzystnie wpływa na funkcjonowanie układu oddechowego oraz leczenie. W 1826 r. wprowadził więc leczenie kąpielami solankowymi, a 13 lat później uruchomił w Wieliczce Zakład Kąpieli Solankowych. Wyniki badań opublikował w pierwszej polskiej rozprawie naukowej z zakresu leczenia solankowego: O Wieliczce pod względem historyi naturalnej, dziejów i kąpieli (Bochnia, 1843). Uchodzi za ojca tej dziedziny medycyny.
Obecnie haloterapia (grec. halos - sól) - metoda leczenia jest intensywnie propagowana.